# Klassenjustiz
Der Begriff Klassenjustiz wird von Marxisten zur Charakterisierung der Justiz als Instrument der Klasse der Herrschenden (Kapitalisten) im Klassenkampf zur Aufrechterhaltung der Klassengesellschaft bezeichnet. Im Realsozialismus wurde der Begriff der Klassenjustiz als Beschreibung der eigenen Justiz hingegen positiv verwendet. Im demokratischen Rechtsstaat gilt der Gleichheitsgrundsatz, der eine Klassenjustiz im Sinne einer unterschiedlichen rechtlichen Behandlung Angehöriger unterschiedlicher Klassen verbietet. Marxisten kritisieren jedoch, dass diese bürgerlichen Gesetzbücher, auch wenn sie tatsächlich auf jede Person gleichermaßen angewandt werden, letzten Endes der herrschenden Klasse dienen, da sie etwa das Privateigentum schützen.

## Sozialstruktur und Strafvollzug
Dass die sogenannten "unteren Klassen" in den letzten 200 Jahren sehr viel häufiger und länger inhaftiert wurden als Angehörige der sogenannten "höheren Klassen", wurde bereits in den 1930er Jahren in einer Untersuchung des Frankfurter Instituts für Sozialforschung, Georg Rusche/Otto Kirchheimer: Sozialstruktur und Strafvollzug, festgestellt.
Aktuellere Untersuchungen wie die des Philosophen Michel Foucault, Überwachen und Strafen. Die Geburt des Gefängnisses, und des Soziologen Loïc Wacquant Bestrafen der Armen. Zur neoliberalen Regierung der Unsicherheit, knüpfen an dieser Studie an. 

### Spontane Klassenjustiz
Ralf Dahrendorf konstatierte 1962, dass bisweilen auch gänzlich unbeabsichtigte Korrelationen der Gesellschaftsstruktur eine spontane „Klassenjustiz“ bewirkten, weil Richter zumeist der Oberschicht angehörten und viele Delinquenten der Unterschicht entstammen. Die soziale Distanz der lediglich im Gerichtssaal auflaufenden sozialen Schichten (keine Klassen im marxschen Sinne) fänden dort wohl kaum eine Chance, ihr sozial geprägtes Gesellschaftsverständnis zu harmonisieren.

## In der Weimarer Republik
Der Justiz der Weimarer Republik wird angelastet, „auf dem rechten Auge blind“ gewesen zu sein, d. h. Taten rechtsextremer Straftäter milde, diejenigen der Linksextremen jedoch mit der vollen Härte des Gesetzes verfolgt zu haben. Deutlich wird das an der von Emil Julius Gumbel in seinem Buch Vier Jahre politischer Mord aufgestellten Statistik, die deutlich macht, dass die Höhe der Strafen von linken Straftätern ein Vielfaches jener von rechts ausmacht.
Ein Grund hierfür war, dass die Beamten- und Richterschaft nach dem Ende des Kaiserreichs nicht entlassen wurde, sondern in ihren Ämtern verblieb. Die Richter standen in der Mehrheit konservativen politischen Positionen nahe.  So sprachen in der Weimarer Republik Richter Recht, die vorher noch Sozialdemokraten bekämpft hatten. Auch werden im deutschen Strafrecht Eigentumsdelikte, wie sie tendenziell eher von Linken begangen werden, traditionell härter bestraft als Körperverletzungen, zu denen eher Rechte neigen.
Von linker Seite wurde der Justiz der Weimarer Republik daher vielfach der Vorwurf der Klassenjustiz gemacht.